# Porno (Roman)
Porno (2002) ist ein Roman von Irvine Welsh und die Fortsetzung von Trainspotting. Die deutsche Ausgabe wurde von Clara Drechsler und Harald Hellmann übersetzt und ist 2004 beim Kölner Verlag Kiepenheuer & Witsch erschienen.

## Handlung
In Porno tauchen die zentralen Figuren aus Trainspotting wieder auf. Nach einem Jahrzehnt kreuzen sich ihre Wege in Leith wieder, dieses Mal im Zusammenhang mit dem Pornographie-Geschäft anstatt Heroinkonsum. Sie werden durch einige Figuren aus dem Roman Glue, ebenfalls geschrieben von Irvine Welsh, zusammengebracht.
Sick Boy führt ein unglückliches Leben und beschließt, London wieder zu verlassen und nach Leith zurückzukehren. Dort kauft er seiner Tante ein kleines Pub ab. Im Laufe der Zeit bemerkt er, dass Leith zu einem bevorzugten Wohnort für Spießer geworden ist. Er verbannt das ortsansässige „Gesindel“ aus seinem Pub und möchte es interessanter für die obere Schicht von Leith gestalten. Nachdem er den Amateur-Pornofilmer Juice Terry (bekannt aus Glue) kennengelernt hat, beschließt er, auch einen Pornofilm zu drehen.
Nachdem er gehört hat, dass sein alter Freund Renton, der ihn vor zehn Jahren in London um sein Geld betrogen hat, in Amsterdam gesichtet wurde, besucht er ihn dort und kann ihn überzeugen, wieder nach Leith zurückzukehren, um ihm bei seinem Vorhaben zu helfen. Sick-Boy versucht die Wege von Renton und Begbie, der inzwischen aus dem Gefängnis entlassen wurde (er verbüßte eine dreijährige Haftstrafe wegen Totschlags), kreuzen zu lassen, um sich so an Renton rächen zu können. Gleichzeitig will er aber mit Renton als Geschäftspartner Schweizer Konten für seine Porno-Produktion benutzen.
Spud, der mit der völlig vernünftig gewordenen Allison ein Kind hat, ist nach wie vor drogenabhängig, sieht seine Sucht mittlerweile zwar als Hindernis, kommt aber immer noch nicht richtig davon los. Auch seine Beziehung zu Allison, die in Sick Boys Pub eine Arbeit findet, setzt er mit den Drogen auf die Probe und es kommt zu mehreren Trennungsversuchen.
Mark Rentons frühere Freundin Dianne zieht nun mit Nikki, die in einem „Saunaclub“ arbeitet und Hauptdarstellerin in Sick Boys Porno ist, zusammen. Eine weitere Mitbewohnerin ist Lauren, mit der Nikki studiert und viele feministische Streitgespräche, zumeist über die Verachtung der weiblichen Person in pornografischen Filmen, führt.
Irvine Welsh schließt ein weiteres Mal die Handlung nicht vollständig ab und lässt eine weitere Fortsetzung zu.

## Themen
Auch in Porno erzählt Irvine Welsh von seinen üblichen Themen, Gewalt, Drogen, Klassengesellschaft. Allerdings fokussiert sich der Autor hier zugleich stark auf zwischenmenschlichen Beziehungen. Von purem Sex bis hin zu ernsten Beziehungen und wahren Freundschaften legt er alles dar.
Im Gegensatz zu dem Vorgänger Trainspotting weist Porno einen durchgehenden Handlungsstrang auf. Zudem wird dieselbe Situation häufiger aus mehreren Blickwinkeln erzählt.

## Erzählende Figuren
- Simon David „Sick Boy“ Williamson
- Mark „Rents“ Renton
- Nicola „Nikki“ Fuller-Smith
- Daniel „Spud“ Murphy
- Francis „Franco“ Begbie

## Verfilmung
Der Roman diente zum Teil als Vorlage für das Drehbuch zum Spielfilm T2 Trainspotting (2017).